# Ugo Gobbato
Ugo Gobbato (Volpago del Montello, 16 luglio 1888 – Milano, 28 aprile 1945) è stato un ingegnere e dirigente d'azienda italiano, che fu tra i principali fautori dell'industrializzazione automobilistica nazionale tra le due guerre. Tra il 1921 e il 1929 fu direttore dello Stabilimento FIAT del Lingotto, e tra il 1933 e il 1945 fu Direttore Generale (capo azienda) dell'Alfa Romeo.

## Biografia
Nasce a Volpago del Montello il 16 luglio 1888, all'interno di una famiglia di proprietari terrieri. Appena ottenuta la licenza tecnica iniziò a lavorare come operaio presso la Officina Idroelettrica di Treviso, contemporaneamente continuando gli studi presso l'Istituto Industriale  "A. Rossi" di Vicenza dove conseguì il diploma di perito elettromeccanico e filotessitore.

### Gli studi in Germania
Allo scopo di specializzarsi, emigrò in Germania dove fece esperienza come progettista di impianti per piccole aziende e si laureò in ingegneria meccanica presso il prestigioso politecnico di Zwickau, in Sassonia. Dopo aver conseguito la seconda laurea in ingegneria elettronica, sul finire del 1909 rientrò in patria per assolvere l'obbligo del servizio militare. Alla costituzione della "Brigata Specialisti", sezione tecnica del neonato Servizio Aeronautico, venne chiamato a farne parte, con il compito di provvedere alla manutenzione degli aerei in dotazione alla squadriglia della quale faceva parte Francesco Baracca. Successivamente, lavorò in varie aziende della provincia di Milano,  con lo scoppio della guerra italo-turca venne richiamato in servizio come sottufficiale, assegnato al campo d'aviazione di Cascina Malpensa. Dopo il ritorno alla vita civile nel 1912, assunse la direzione del reparto produttivo piccoli motori industriali, presso la Ercole Marelli di Sesto San Giovanni, rimanendovi fino al 15 marzo 1915.

### La prima guerra mondiale
Richiamato alle armi nel maggio 1915, con l'entrata in guerra del Regno d'Italia fu assegnato alla 6ª Compagnia automobilisti, passando nel mese di giugno al 6º Reggimento genio minatori. Nel luglio dello stesso anno, su sua richiesta,  fu inviato in prima linea, nelle trincee del Carso, dove per le sue azioni si guadagnò una Croce di guerra al valor militare.  Nel corso del 1916, su decisione del Comando Supremo, fu trasferito a Padova, dove seguì un corso come ufficiale. La "Direzione Tecnica dell'Aeronautica" gli affidò la direzione del deposito di motori ed aeroplani di Taliedo. In seguito il Commissariato dell'Aeronautica lo destinò al Consorzio tra le cooperative artigiani di Firenze,  con l'incarico di costruire e dirigere il nuovo stabilimento S.C.A.F. destinato a produrre gli apparecchi tipo Aviatik. A Firenze, nel 1918, nacque il primogenito Pierugo, anch'egli destinato a diventare un'importante personalità dell'industria automobilistica italiana.

### La FIAT
Nel 1919, fresco di congedo, venne assunto alla FIAT con l'incarico di organizzare la riconversione degli impianti dalla produzione bellica a quella civile.
Tra i giovani ingegneri che il Senatore Agnelli inviò negli Stati Uniti d'America a studiare i sistemi di produzione della Ford, fu lui il prescelto per progettare, costruire e dirigere il Lingotto, la prima fabbrica italiana basta sul sistema della catena di montaggio. Dal 1 luglio 1921, infatti, succedette al cav. Lorenzo Pasteris quale Direttore d'Officina dello stabilimento. Effettuò la visita negli Stati Uniti nel 1926, quattro anni dopo quella del Direttore Generale, ingegnere Guido Fornaca, e subito dopo il suo ritorno elaborò una profonda ristrutturazione dello stabilimento del Lingotto, dando vita a due direzioni distinte, una per la produzione e una per la fabbricazione.
Dal 1929 al 1931, seguirà la costruzione degli stabilimenti Fiat in Germania e Spagna e sempre nel 1931, per incarico diretto del senatore Agnelli, gli fu affidata la costruzione della fabbrica di cuscinetti a sfera ed a rulli RIV a Mosca, città dove vivrà per ben due anni.

### L'Alfa Romeo e la seconda guerra mondiale
Rientrato in Italia nel 1933, il governo e l'IRI gli conferirono l'incarico di riorganizzare l'Alfa Romeo che versava in stato di fallimento con un pesante deficit finanziario e con le strutture produttive a terra. Fu Benito Mussolini a sceglierlo personalmente per dirigere l'Alfa Romeo e realizzarne la profonda ristrutturazione.
Nel giro di un quinquennio l'Alfa Romeo si risollevò completamente convertendo in parte la produzione di auto e camion a quella aeronautica costruendo motori per aereo ed eliche e l'apertura nel 1938 della fabbrica di motori avio di Pomigliano d'Arco, da lui fortemente voluta, dimostrerà la straordinaria capacità e la forte tenacia di questo eccezionale dirigente industriale.  Il rilancio dell'Alfa può dirsi riuscito se nel corso di una conversazione con lui, avvenuta nel 1939, Henry Ford pronunciò la celebre frase «Quando vedo un'Alfa Romeo mi tolgo il cappello».
Per la realizzazione su licenza del propulsore tedesco Daimler-Benz DB 601 fece realizzare a tempo di record una fonderia per le leghe leggere, necessaria alla produzione del motore. Nel 1941 collaborò alla realizzazione del potente motore a quattro stelle Alfa Romeo AR.1101 R.C.45 da 2.000 CV, rimasto sempre allo stadio sperimentale.
I tragici giorni dopo l'8 settembre 1943 lo videro al suo posto di direttore generale nonostante la possibilità di rifugiarsi nella vicina Svizzera ed attendere la fine della conflitto: forse il suo attaccamento al lavoro venne scambiato per collaborazionismo con l'invasore tedesco e con il fascismo repubblichino anche se tante testimonianze lo ricordano per essersi adoperato ad impedire che materiali, macchinari e soprattutto uomini prendessero la triste via della deportazione in Germania.

### Il processo e l'assassinio
Dopo la Liberazione di Milano, avvenuta il 25 aprile 1945, il CLN lo esautorò  da ogni incarico e lo sottopose a processo davanti a un Tribunale del Popolo allestito nell'azienda. Il giorno dopo, 27 aprile, fu nuovamente processato da un Tribunale Politico esterno all'Alfa Romeo, formato dal gruppo di Giuseppe Marozin, comandante partigiano delle Brigate Matteotti. Molte furono le voci di operai che si levarono in sua difesa e le accuse degli unici due testi a carico, Antonio Mutti e Gastone Mattarello, si dimostrarono infondate. In entrambi i processi fu assolto. La mattina del 28 aprile 1945, mentre tornava in bicicletta dal proprio ufficio, dove si era recato a ritirare degli incartamenti personali, venne raggiunto da una vettura Lancia Augusta blu con tre uomini armati a bordo, nei pressi di via Domodossola, in zona Fiera. Scesi dall'auto fecero fuoco sul dirigente dell'Alfa Romeo, uccidendolo. L'inchiesta, avviata dal magistrato milanese Mauro Gresti, stabilì che il primo a sparare e l'unico responsabile identificato fu Antonio Mutti, uno dei due operai che avevano deposto al processo del giorno prima, evidentemente insoddisfatto per l'assoluzione e deciso a regolare i conti, mm sfruttando il caos di quei giorni. Purtuttavia, l'istruttoria fu chiusa e archiviata il 23 giugno 1960: infatti, trattandosi di un delitto determinato da motivi politici, il reato doveva essere dichiarato estinto per effetto dell'amnistia concessa dal DPR n. 460 dell'11 luglio 1959.
Il 25 aprile 2005, a Volpago del Montello, il dott. Marino Parolin, coadiuvato dall'ing. Pierugo Gobbato, ha rievocato la storia dell'ing. Ugo Gobbato nel sessantesimo anniversario della sua morte. A Ugo Gobbato è intitolato lo Stadio comunale di Pomigliano d'Arco.

## Pubblicazioni
- L'organizzazione dei fattori della produzione, in due volumi, Regio Politecnico di Torino, 1932.

### Annotazioni
1. ↑  Tra le quali la "Petrò & C." di Milano, dove fu progettista e capo officina, realizzando alcune presse idrauliche premitate all'esposizione di Torino del 1911.
2. ↑  Dove organizzò i servizi di istruzione.
3. ↑  Come ufficiale addetto ai servizi tecnici.
4. ↑  Venne anche proposto per l'assegnazione della Medaglia d'argento al valor militare, che tuttavia non gli fu concessa.
5. ↑  Durante lo svolgimento di tale incarico ricevette due encomi solenni.
6. ↑  Detta "organismo deliberativo".
7. ↑  Detta "organismo esecutivo".
8. ↑  Nel 1929 va a Neckarsulm dove la Fiat aveva rilevato la ditta NSU che produceva sia automobili che motociclette, riavviando la produzione ferma per alcuni problemi.
9. ↑  Dove la Fiat aveva avviato, in collaborazione con la Hispano-Suiza, Pescara e Ricart Espana, due stabilimenti a Barcellona e Guadalajara nel 1930.
10. ↑  Tale stabilimento doveva produrre cuscinetti a sfera per quasi tutta l'industria sovietica, e dare lavoro a ben 15.000 operai.

### Fonti
1. 1 2 3 4 5 6  Zaninelli, Taccolini, Amatori 2002, p. 588.
2. 1 2 3  Zaninelli, Taccolini, Amatori 2002, p. 589.
3. ↑  Bigazzi 2000, p. 22.
4. ↑  Mazzucca, Mazzucca 2004, p. 109.
5. ↑  Griffith Borgeson, Alfa Romeo i creatori della leggenda, Giorgio Nada Editore, Milano, 1990.
6. 1 2 3 4 5 6 7 8  Cernuschi 2003, p. 41.